# Adamschenke
Adamschenke (bis August 2010 Adamsschänke; niedersorbisch Adamowa Kjarcma) ist ein amtlich ausgewiesener Wohnplatz im Landkreis Spree-Neiße im Südosten des Landes Brandenburg. Der Ort besteht aus zwei Gehöften, das nördliche gehört zum Ortsteil Friedrichshain der Gemeinde Felixsee und das südliche zum Ortsteil Wolfshain der Gemeinde Tschernitz.

## Lage
Adamschenke liegt in der Niederlausitz im Muskauer Faltenbogen, rund 15 Kilometer östlich von Spremberg und 25 Kilometer Luftlinie südöstlich von Cottbus. Umliegende Ortschaften sind Birkenhain im Norden, Eichwege im Osten, Hinterberge und Wolfshain im Süden sowie Friedrichshain im Westen und Nordwesten. Der Ort befindet sich rund einen Kilometer südöstlich der Landesstraße 49 und anderthalb Kilometer westlich der Bundesstraße 115.

## Geschichte
Die Adamschenke (ursprüngliche Bezeichnung als Adamsschänke) entstand ursprünglich als Dorfkrug von Wolfshain und liegt an der Salzstraße, einem historischen Handelsweg. Der Gasthof gehörte zunächst zum Kurfürstentum Sachsen. Dieses wurde 1806 zum Königreich Sachsen erhoben. Im Zuge der auf dem Wiener Kongress beschlossenen Teilung des Königreiches Sachsen kam die Adamsschänke 1815 an das Königreich Preußen. Bei der Gebietsreform im folgenden Jahr wurde die Siedlung dem Landkreis Spremberg in der Provinz Brandenburg zugeschlagen. Im Jahr 1844 bestand die Siedlung aus drei Wohngebäuden mit 15 Einwohnern und war nach Dubraucke eingepfarrt. Bis 1867 stieg die Einwohnerzahl auf 22. Bei der Volkszählung vom 1. Dezember 1871 hatte der Krug Adamsschänke 21 Einwohner.
In der Nacht vom 16. auf den 17. April 1945 kam es im Vorfeld der Schlacht um Berlin in der Nähe der Adamsschänke zu einem Gefecht, bei dem 264 Soldaten der Wehrmacht und 32 Soldaten der Roten Armee getötet wurden. Nach dem Krieg gehörte der Ort weiterhin zum Landkreis Spremberg (Lausitz), bei der DDR-Kreisreform am 25. Juli 1952 kam Adamsschänke zum neugebildeten Kreis Spremberg im Bezirk Cottbus. Nach der Wiedervereinigung gehörte Adamschenke zunächst zum Landkreis Spremberg im Land Brandenburg. 1992 schloss sich die Gemeinden Wolfshain dem Amt Döbern-Land an, im folgenden Jahr ging der Landkreis Spremberg im neuen Landkreis Spree-Neiße auf. Am 26. Oktober 2003 wurde Wolfshain mit Adamsschänke nach Tschernitz eingemeindet. Die Schreibweise des Ortsnamens wurde am 24. August 2010 zu Adamschenke geändert, gleichzeitig wurde das nördliche Gehöft der Siedlung dem Ortsteil Friedrichshain der Gemeinde Felixsee zugeschlagen.